# Katholische Arbeitertochter vom Land
Katholische Arbeitertochter vom Land ist eine auf Ralf Dahrendorf zurückgehende Formel, mit der in der Bundesrepublik Deutschland ab Mitte der 1960er Jahre die Bildungsbenachteiligung aufgrund einer besonderen Mehrfachunterdrückung bezeichnet wurde.

## Bildungsbenachteiligung in der Nachkriegszeit
Vor allem in der Arbeiterklasse galt bis in die 1970er Jahre oftmals, dass Frauen nicht studieren müssen, „da sie ja sowieso heiraten“. Der Soziologe Ralf Dahrendorf stellte in seiner Untersuchung Bildung ist Bürgerrecht 1966 zur Identifikation der bildungsbenachteiligten Gruppe fest: „Hier stoßen wir auf die drei großen Gruppen der Landkinder, der Arbeiterkinder und der Mädchen, zu denen mit gewissen Einschränkungen als vierte katholische Kinder kommen“. Erst mit der Feststellung der Bildungskatastrophe in den 1960er Jahren, die zu einer leichten Öffnung von Gymnasium, Abitur und Studium für Arbeiterkinder führte, und mit der infolge des Feminismus eintretenden Emanzipation von Frauen verbesserte sich auch die Situation für Arbeitertöchter im Bildungswesen.
Während noch in den 1970er Jahren „Katholische Arbeitertochter vom Land“ eine Formel für die Mehrfachbenachteiligung war, wird heute eher vom „Türkischen Jugendlichen aus dem Problemviertel“ oder vom „Migrantensohn“ gesprochen. Geblieben ist als Merkmal für Bildungsbenachteiligung die Herkunft aus niedrigen sozialen Schichten.

## Medien
In der preisgekrönten Literaturverfilmung Teufelsbraten von Ulla Hahns Roman Das verborgene Wort wird der Bildungsaufstieg einer Arbeitertochter in einer provinziellen Kleinstadt im Rheinland der 1950er Jahre nachgezeichnet. In dem katholischen Elternhaus stehen die Eltern dem Bildungshunger der Tochter skeptisch gegenüber und empfinden die Tischmanieren und das Hochdeutsch der Tochter als Abwertung ihrer Lebensweise.